# 杨秀敏
杨秀敏（1942年6月5日—），河北青县人，中国防护工程专家。1995年当选为中国工程院院士。

## 生平
1965年毕业于中国科学技术大学近代力学系爆炸力学专业。